# Neuötting
Neuötting – miasto w Niemczech, w kraju związkowym Bawaria, w rejencji Górna Bawaria, w regionie Südostoberbayern, w powiecie Altötting. Leży bezpośrednio na północ od Altötting, nad rzeką Inn, przy autostradzie A94, drodze B588 i linii kolejowej Monachium – Wels.

## Polityka
Burmistrzem miasta jest Peter Haugeneder z SPD, poprzednio urząd ten obejmował Frank Springer, rada miasta składa się z 20 osób.
|      | CSU | SPD | FW | Zieloni | Razem |
| 2008 | 8   | 6   | 5  | 1       | 20    |
| 2002 | 11  | 6   | 2  | 1       | 20    |

### Współpraca
Miejscowość partnerska:
- Nová Včelnice, Czechy